# Aravus
Aravus (in armeno Արավուս) è un comune dell'Armenia, precisamente della provincia di Syunik; nel 2010, ovvero nell'ultimo censimento, si contavano 227 abitanti.